# Municipio de Santa Catarina Tlaltempan
El municipio de Santa Catarina Tlaltempan (del nahuatl: tlalli; tentli; pan ‘tierra; orilla, labio; sobre, en’‘En la orilla de la tierra’) es uno de los 217 municipios que conforman al estado mexicano de Puebla. Fue fundado en 1930 y su cabecera es la ciudad de Santa Catarina Tlaltempan.

## Geografía
El municipio se encuentra a una altitud promedio de 1500 m s. n. m. y abarca un área de 47.44 km². Colinda al norte con los municipios de Huatlatlauca y Chigmecatitlán, al oeste con Huatlatlauca y el municipio de Coatzingo, al sur con Zacapala y al este con.

## Demografía
De acuerdo al último censo, realizado por el INEGI en 2010, en el municipio hay una población total de 874 habitantes, lo que le da una densidad de población aproximada de 18 habitantes por kilómetro cuadrado.

## Política
El ayuntamiento está compuesto por seis regidores de mayoría relativa, dos regidores de representación proporcional, un síndico y un presidente municipal, puesto que ostenta Ignacio Zaragoza Navarro para el periodo 2014-2018.